# پرلسکی (استان بلگورود)
پرلسکی (انگلیسی: Pereleski, Belgorod Oblast) یک شهرک در بخش پروخوروفسکی استان بلگورود کشور روسیه است.